# Невары
Невары или неварцы — народ, считающийся автохтонным населением долины Катманду в Непале. По данным переписи 2001 года неварцы — шестая по численности народность, насчитывающая 1 245 232 человека или 5,48 % населения страны. Говорят на неварском языке (нева́ри), принадлежащем к тибето-бирманской языковой подсемье сино-тибетской семьи. Число носителей составляет 825 458 человек.

## История
Неварцы знамениты богатой и развитой культурой, которая совершенствовалась в неварских городах, существовавших много сотен лет. Историки предполагают, что невари заселили долину Катманду в III-IV веке. По легенде, раньше долину Катманду занимало большое озеро, и однажды бодхисаттва Манджушри рассёк скалы своим мечом, вода утекла через пролом, и долина стала пригодной для заселения. Геологические свидетельства также говорят о том, что некогда в долине было озеро, что подтверждается также исключительной плодородностью почв долины Катманду.

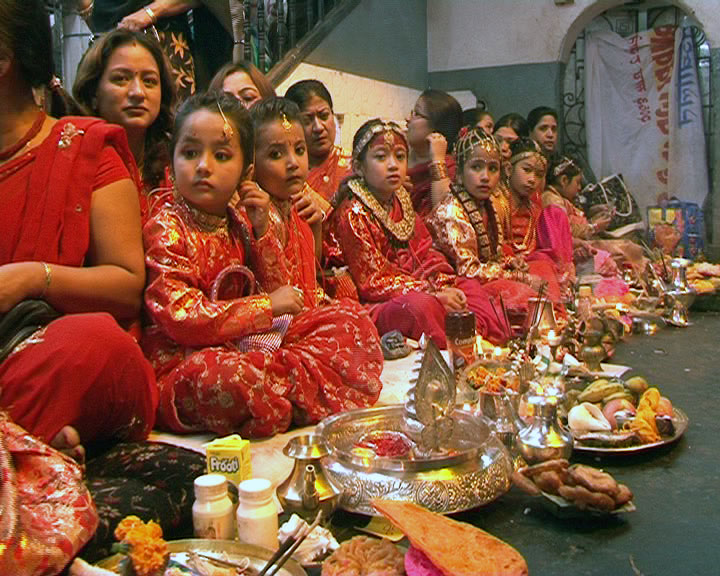

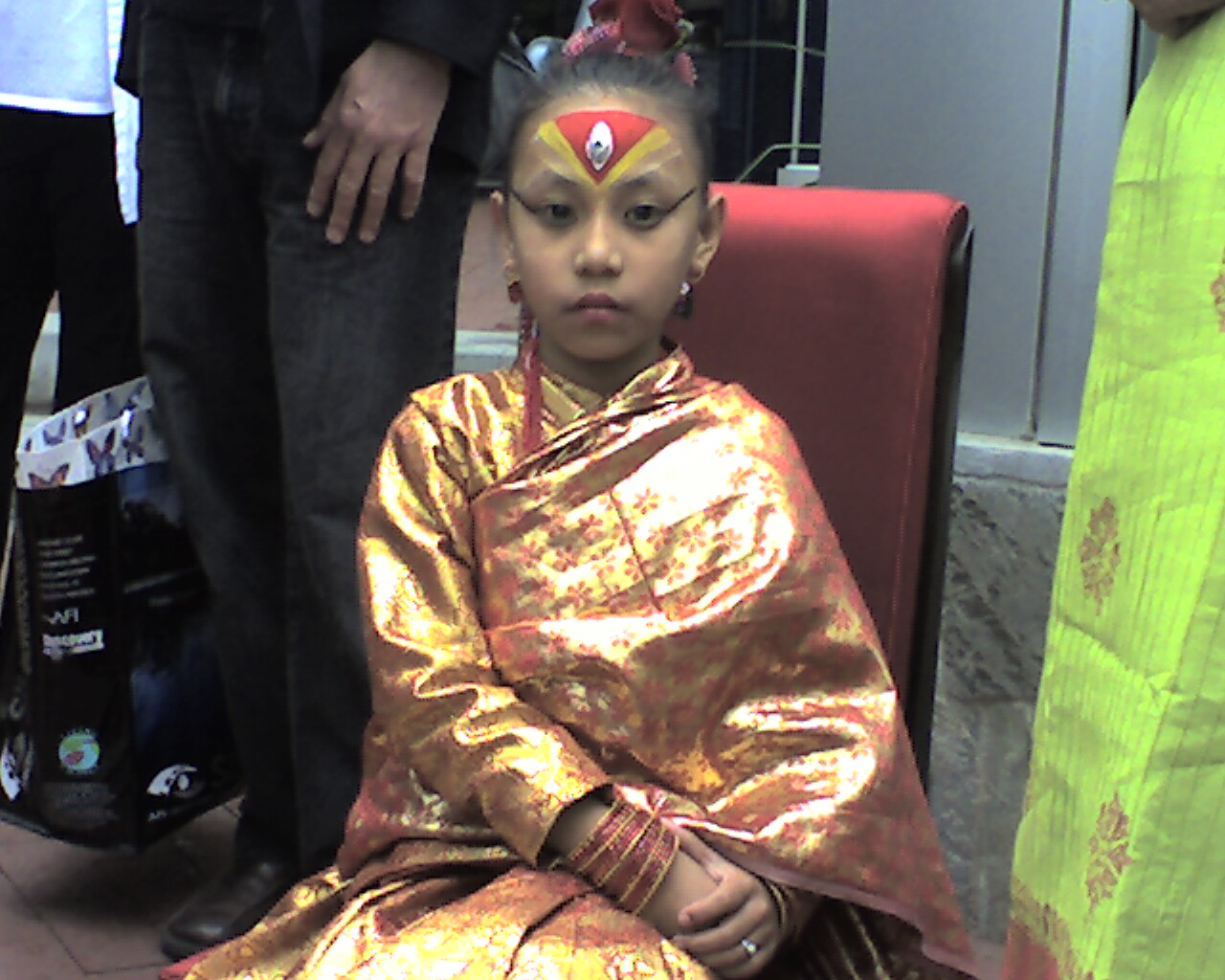

Первые записи о неварских правителях приходятся на династию Личчхави с V века. В XII веке к власти пришла династия Малла. Сохранились надписи на старом неварском письме Nidan 901 и 1173 годов, проливающие свет на древнюю культуру долины Катманду.
В 1769 году неварские города были завоёваны царём гуркхов Притхви Нараян Шахом, который основал новую династию.
Хотя после гуркхского завоевания неварские города пришли в упадок, невари до сих пор играют важную роль чиновников и торговцев при дворе Шахов, заполняя нишу касты браминов.
Высокая культура и образованность неваров приводит их к успеху во всех сферах деятельности — в сельском хозяйстве, бизнесе. образовании, в администрации, медицине. религии, архитектуре, искусстве и литературе. Неварские архитекторы с древних времён проектировали и строили пагоды, которые потом были переняты во многих странах Азии, включая Китай и Японию. Индуистские и буддийские иконы на ткани (паубха), скульптуры, резьба по дереву, ювелирные изделия и изделия по металлу поражают своей красотой и изысканностью. Неварские города — Катманду, Патан, Бхактапур, Панаути, Чангу Нараян, Тхими, Киртипур и другие — знамениты по всему миру своей архитектурой.

## Религия
Неварцы практикуют и буддизм и индуизм. Согласно переписи 2001, 84,13 % неварцев — индуисты, 15,31 % — буддисты. Неварцы-индусы практикуют архаичную форму тантрического шактизма-шиваизма. Неварский буддизм примечателен тем, что является единственной буддийской традицией, сохранившей использование санскрита в качестве основного литургического языка. Большая часть санскритских оригиналов буддийских сочинений, утерянных в Индии во время мусульманского захвата, были сохранены благодаря неварцам. Однако четкая граница между индуизмом и буддизмом в неварском обществе отсутствует. Обе религиозные группы принимают участие в праздниках друг друга и поклоняются в общих храмах. Преобладание одной из двух традиций определяется традициями касты и окружением. Иллюстрацией синкретизма может служить Кумари — живое индуистское божество, традиционно выбираемое из двух высших буддийских каст — шакьев (в Катманду) и ваджрачарьев (в Патане и Бхактапуре).
В зависимости от рода занятий, невари делятся на различные варны — священнослужителей, администраторов, ремесленников, ювелиров, крестьян и других.
Для неварских буддистов также характерна варновая закрытость индуистского общества и отсутствие принятия учеников извне. Неварский буддизм содержит уровень тантры, который доступен для (заменяющей индуистских брахманов) варны ваджрачарьев (санкср. — gubhaju) и кшатриев, но недоступен для вайшьев и низших каст, за одним исключением. Одной из групп неварских вайшьев являются шакьи (ювелиры и скульпторы), считающиеся в свою очередь потомками народа шакья, к которому принадлежал Будда Шакьямуни. Шакьи также имеют доступ к тантрической практике, но не имеют права передавать посвящения.
В противостоянии ассимиляционным влияниям преобладающего в Непале индуизма неварские буддисты обращаются к тхеравадинским учителям из Шри-Ланки (в результате в XX в. в Непале появилось несколько шри-ланкийских храмов) и соседям-тибетцам. В последнем помогает историческая связь: вплоть до установления китайского контроля в Тибете значительное число неварских мастеров работало в Тибете в качестве ювелиров и скульпторов, тогда как тибетские паломники и торговцы подолгу жили в Непале, приспосабливаясь к изменению климата и давления.

## Праздники и ритуалы
Неварские праздники весьма разнообразны.
В Непале, как и в Индии, в индуистских семьях был очень распространен обряд самосожжения вдов на погребальном костре мужа — сати. Женщины племени неваров, правда, избежали этой участи. Всех девочек в возрасте 10 лет у них символически выдавали замуж за дерево бел, которое считалось одним из воплощений бога Вишну. Празднества мало чем отличались от пышных «настоящих» свадебных церемоний. А у девушки оставался плод дерева как доказательство этого брака. Если впоследствии муж её умирал, то на костёр она не шла, ведь ещё один супруг у неё всё-таки оставался — бессмертный бог Вишну.